# 高登友
高登友（1957年11月—），河口區委黨史研究室主任，山東沾化縣富國鎮人，1990年7月加入中國共產黨，擁有大專學歷。歷任義和中學教導主任，大山中學校長，義和鎮武裝部部長、黨委委員、政府副鎮長、黨委副書記、政協辦主任、招商局副局長、區委黨史研究室主任。